# 포항지능로봇연구소
포항지능로봇연구소는 국내외 지능로봇기술경쟁력을 확보하고, 대구경북지역 중소기업의 로봇기술력을 향상시키기 위하여 설립된 재단법인으로 경상북도지사가 이사장을 겸임한다. 경상북도 포항시 남구 효자동 산31번지에 위치하고 있다. 2012년 3월 국가연구기관인 한국로봇융합연구원으로 재탄생하면서 폐지되었다.

## 연혁
- 2004년 8월 10일 과학기술부 ‘지자체연구소육성사업’ 최종 사업선정 발표
- 2004년 10월 15일 3자(과학기술부, 경상북도, 포항시)간 협약
- 2005년 2월 15일 3자(경상북도, 포항시, 포항공과대학교)간 협약
- 2005년 5월 17일 설립 발기인 대회
- 2005년 8월 17일 산업자원부 법인설립 허가
- 2005년 9월 9일 법인설립 등기
- 2006년 2월 17일 2006년도 정기 이사회 개최
- 2006년 8월 1일 기술이전 계약체결 - (주)이디 (경상기술료 3천만원)
- 2007년 2월 8일 산업자원부 로봇산업인프라 협의회 총회
- 2007년 2월 13일 2007년도 정기 이사회 개최
- 2007년 7월 24일 한나라당 이명박 후보 방문
- 2007년 11월 7일 연구소 개소식 및 ‘로봇시티 포항’ 선포식
- 2008년 2월 12일 2008년 정기이사회
- 2008년 12월 10일 지식경제부 로봇팀장 세미나 개최
- 2009년 2월 18일 2009년도 정기이사회
- 2010년 2월 25일 2010년도 정기이사회 개최
- 2012년 3월 14일 한국로봇융합연구원으로 개편되면서 폐지

## 조직

### 감사

#### 포항지능로봇연구소장
- 정책기획실
- 행정지원실

##### 실용기술연구본부
- 서비스로봇연구실
- 의료로봇연구실
- 필드로봇연구실

##### 기반기술연구본부
- 마이크로기술연구실
- 바이오기술연구실
- 수중기술연구실

## 같이 보기
- 한국로봇산업진흥원